# 1990年のNFLドラフト
1990年のNFLドラフトは、55回目のNFLドラフト。1990年4月22日から23日までの2日間ニューヨークのタイムズスクエアにあるマリオット・マーキスで開催された。
この年のドラフトから3年生がアーリーエントリーできるようになった。38人の選手がアーリーエントリーを行い、1巡、2巡で11人の選手が指名されたが3巡から12巡で指名されたのはわずか7人であった。
ドラフト指名順は、完全ウェーバー制で行われた。インディアナポリス・コルツが全体1位指名権でイリノイ大学のQBジェフ・ジョージを指名した。本来は1989年シーズンに一番成績の悪かったダラス・カウボーイズに全体1位指名権が与えられるが、カウボーイズは前年の補足ドラフト1巡でスティーブ・ウォルシュを指名したため、1巡指名権を失っていた。インディアナポリス・コルツは、全体1位指名権をプロボウルTのクリス・ヒントン、WRアンドレ・ライゾンなどをトレードすることで獲得していた。
ジェフ・ジョージは当時の新人としては破格の6年1500万ドル（350万ドルのサインボーナスを含む）契約を結んだ。
前年のハイズマン賞受賞者、アンドレ・ウェアは1巡全体7位でデトロイト・ライオンズに指名された。ライオンズには前年のドラフトで同じくハイズマン賞を受賞したバリー・サンダースが在籍していた。当時ラン・アンド・シュートオフェンスを展開していたライオンズでロドニー・ピートからエースQBの座を奪うことができず、ウェアは4年間で5TD、8INTに終わった。

## 指名選手

### 1巡指名選手
| 指名順位 | チーム                             | 選手名                                                                   | ポジション                                                               | 出身大学                                                                 |
|          | ダラス・カウボーイズ               | 前年の補足ドラフトでスティーブ・ウォルシュを指名したため、指名権を失った | 前年の補足ドラフトでスティーブ・ウォルシュを指名したため、指名権を失った | 前年の補足ドラフトでスティーブ・ウォルシュを指名したため、指名権を失った |
| 1        | インディアナポリス・コルツ         | ジェフ・ジョージ                                                         | QB                                                                       | イリノイ大学                                                             |
| 2        | ニューヨーク・ジェッツ             | ブレア・トーマス                                                         | RB                                                                       | ペンシルベニア州立大学                                                   |
|          | フェニックス・カージナルス         | 前年の補足ドラフトでティム・ローゼンバックを指名したため、指名権を失った | 前年の補足ドラフトでティム・ローゼンバックを指名したため、指名権を失った | 前年の補足ドラフトでティム・ローゼンバックを指名したため、指名権を失った |
| 3        | シアトル・シーホークス             | コーテス・ケネディ                                                       | DT                                                                       | マイアミ大学                                                             |
| 4        | タンパベイ・バッカニアーズ         | キース・マカンツ                                                         | LB                                                                       | アラバマ大学                                                             |
| 5        | サンディエゴ・チャージャーズ       | ジュニア・セアウ                                                         | LB                                                                       | USC                                                                      |
| 6        | シカゴ・ベアーズ                   | マーク・キャリアー                                                       | S                                                                        | USC                                                                      |
| 7        | デトロイト・ライオンズ             | アンドレ・ウェア                                                         | QB                                                                       | ヒューストン大学                                                         |
| 8        | ニューイングランド・ペイトリオッツ | クリス・シングレトン                                                     | LB                                                                       | アリゾナ大学                                                             |
| 9        | マイアミ・ドルフィンズ             | リッチモンド・ウェブ                                                     | T                                                                        | テキサスA&M大学                                                          |
| 10       | ニューイングランド・ペイトリオッツ | レイ・アグニュー                                                         | DE                                                                       | ノースカロライナ州立大学                                                 |
| 11       | ロサンゼルス・レイダース           | アンソニー・スミス                                                       | DE                                                                       | アリゾナ大学                                                             |
| 12       | シンシナティ・ベンガルズ           | ジェームズ・フランシス                                                   | LB                                                                       | ベイラー大学                                                             |
| 13       | カンザスシティ・チーフス           | パーシー・スノー                                                         | LB                                                                       | ミシガン州立大学                                                         |
| 14       | ニューオーリンズ・セインツ         | レナルド・ターンブル                                                     | LB                                                                       | ウェストバージニア大学                                                   |
| 15       | ビューストン・オイラーズ           | ラマー・ラーソン                                                         | LB                                                                       | ヒューストン大学                                                         |
| 16       | バッファロー・ビルズ               | ジェームズ・ウィリアムズ                                                 | CB                                                                       | フレズノ州立大学                                                         |
| 17       | ダラス・カウボーイズ               | エミット・スミス                                                         | RB                                                                       | フロリダ大学                                                             |
| 18       | グリーンベイ・パッカーズ           | トニー・ベネット                                                         | LB                                                                       | ミシシッピ大学                                                           |
| 19       | グリーンベイ・パッカーズ           | ダレル・トンプソン                                                       | RB                                                                       | ミネソタ大学                                                             |
| 20       | アトランタ・ファルコンズ           | スティーブ・ブロザード                                                   | RB                                                                       | ワシントン州立大学                                                       |
| 21       | ピッツバーグ・スティーラーズ       | エリック・グリーン                                                       | TE                                                                       | リバティ大学                                                             |
| 22       | フィラデルフィア・イーグルス       | ベン・スミス                                                             | CB                                                                       | ジョージア大学                                                           |
| 23       | ロサンゼルス・ラムズ               | バーン・ブロステック                                                     | C                                                                        | ワシントン大学                                                           |
| 24       | ニューヨーク・ジャイアンツ         | ロドニー・ハンプトン                                                     | RB                                                                       | ジョージア大学                                                           |
|          | デンバー・ブロンコス               | 前年の補足ドラフトでボビー・ハンフリーを指名したため、指名権を失った     | 前年の補足ドラフトでボビー・ハンフリーを指名したため、指名権を失った     | 前年の補足ドラフトでボビー・ハンフリーを指名したため、指名権を失った     |
| 25       | サンフランシスコ・49ers            | デクスター・カーター                                                     | RB                                                                       | フロリダ州立大学                                                         |

### 2巡指名以降の主な選手
| 指名順位 | チーム                             | 選手名                   | ポジション | 出身大学                          |
| 26       | ダラス・カウボーイズ               | アレクサンダー・ライト   | WR         | オーバーン大学                    |
| 30       | タンパベイ・バッカニアーズ         | レジー・コブ             | RB         | テネシー大学                      |
| 35       | デトロイト・ライオンズ             | ダン・オーウェンス       | DE         | USC                               |
| 36       | インディアナポリス・コルツ         | アンソニー・ジョンソン   | RB         | ノートルダム大学                  |
| 38       | シンシナティ・ベンガルズ           | ハロルド・グリーン       | RB         | サウスカロライナ大学              |
| 39       | マイアミ・ドルフィンズ             | キース・シムズ           | G          | アイオワ州立大学                  |
| 40       | カンザスシティ・チーフス           | ティム・グランハード     | C          | ノートルダム大学                  |
| 42       | バッファロー・ビルズ               | カーウェル・ガードナー   | RB         | ルイビル大学                      |
| 44       | ニューオーリンズ・セインツ         | ヴィンス・バック         | CB         | セントラル州立大学                |
| 45       | クリーブランド・ブラウンズ         | リロイ・ホード           | RB         | ミシガン大学                      |
| 46       | ワシントン・レッドスキンズ         | アンドレ・コリンズ       | LB         | ペンシルベニア州立大学            |
| 48       | グリーンベイ・パッカーズ           | リロイ・バトラー         | S          | フロリダ州立大学                  |
| 49       | ロサンゼルス・ラムズ               | パット・テレル           | S          | ノートルダム大学                  |
| 53       | サンフランシスコ・49ers            | エリック・デービス       | CB         | ジャクソンビル大学                |
| 58       | フェニックス・カージナルス         | リッキー・プロール       | WR         | ウェイクフォレスト大学            |
| 59       | ニューイングランド・ペイトリオッツ | トミー・ホドソン         | QB         | LSU                               |
| 63       | シカゴ・ベアーズ                   | ピーター・トム・ウィリス | QB         | フロリダ大学                      |
| 64       | ダラス・カウボーイズ               | ジミー・ジョーンズ       | DT         | マイアミ大学                      |
| 69       | バッファロー・ビルズ               | グレン・パーカー         | G          | アリゾナ大学                      |
| 70       | ピッツバーグ・スティーラーズ       | ニール・オドネル         | QB         | メリーランド大学                  |
| 73       | クリーブランド・ブラウンズ         | アンソニー・プレザント   | DE         | テネシー州立大学                  |
| 75       | グリーンベイ・パッカーズ           | ボビー・ヒューストン     | LB         | ノースカロライナ州立大学          |
| 77       | フィラデルフィア・イーグルス       | フレッド・バーネット     | WR         | アーカンソー州立大学              |
| 80       | ニューイングランド・ペイトリオッツ | グレッグ・マクマートリー | WR         | ミシガン大学                      |
| 84       | ニューヨーク・ジェッツ             | トロイ・テイラー         | QB         | カリフォルニア大学                |
| 86       | ワシントン・レッドスキンズ         | ケアリー・コンクリン     | QB         | ワシントン大学                    |
| 89       | シアトル・シーホークス             | クリス・ウォレン         | RB         | フェラムカレッジ                  |
| 93       | マイアミ・ドルフィンズ             | スコット・ミッチェル     | QB         | ユタ大学                          |
| 102      | グリーンベイ・パッカーズ           | ジャッキー・ハリス       | TE         | ノースイーストルイジアナ大学      |
| 105      | デトロイト・ライオンズ             | クリス・オールドハム     | S          | オレゴン大学                      |
| 107      | ニューヨーク・ジャイアンツ         | デビッド・ウィットモア   | S          | スティーブン・F・オースティン大学 |
| 108      | タンパベイ・バッカニアーズ         | トニー・メイベリー       | C          | ウェイクフォレスト大学            |
| 115      | フェニックス・カージナルス         | ラリー・センタース       | FB         | スティーブン・F・オースティン大学 |
| 128      | ピッツバーグ・スティーラーズ       | バリー・フォスター       | RB         | アーカンソー大学                  |
| 129      | クリーブランド・ブラウンズ         | ロブ・バーネット         | DE         | シラキュース大学                  |
| 130      | ワシントン・レッドスキンズ         | ブライアン・ミッチェル   | RB         | ノースイーストルイジアナ大学      |
| 133      | フィラデルフィア・イーグルス       | カルビン・ウィリアムズ   | WR         | パデュー大学                      |
| 138      | サンディエゴ・チャージャーズ       | ジョン・フリーツ         | QB         | アイダホ大学                      |
| 140      | ニューヨーク・ジェッツ             | テランス・マシス         | RB         | マイアミ大学                      |
| 156      | ニューオーリンズ・セインツ         | マイク・バック           | QB         | メイン大学                        |
| 159      | グリーンベイ・パッカーズ           | ブライス・ポープ         | LB         | 北アイオワ大学                    |
| 169      | フェニックス・カージナルス         | ジョニー・ジョンソン     | RB         | サンノゼ州立大学                  |
| 178      | クリーブランド・ブラウンズ         | スコット・ガルブレス     | TE         | USC                               |
| 180      | カンザスシティ・チーフス           | デイブ・ゾット           | G          | ペンシルベニア州立大学            |
| 187      | サンディエゴ・チャージャーズ       | ネイト・ルイス           | WR         | オレゴン工科大学                  |
| 192      | デンバー・ブロンコス               | シャノン・シャープ       | TE         | サバナ州立大学                    |
| 194      | デトロイト・ライオンズ             | ウィリー・グリーン       | WR         | ミシシッピ大学                    |
| 208      | バッファロー・ビルズ               | マーカス・パットン       | MLB        | UCLA                              |
| 221      | ダラス・カウボーイズ               | ケネス・ガント           | DB         | アルバニー州立大学                |
| 228      | シカゴ・ベアーズ                   | ジョニー・ベイリー       | RB         | テキサスA&M大学キングスビル校     |
| 241      | ミネソタ・バイキングス             | テリー・アレン           | RB         | クレムソン大学                    |
| 254      | タンパベイ・バッカニアーズ         | マイク・ブッシュ         | TE         | アイオワ州立大学                  |
| 301      | ロサンゼルス・ラムズ               | ビル・ゴールドバーグ     | DE         | ジョージア大学                    |
| 305      | アトランタ・ファルコンズ           | ショーン・マッカーシー   | P          | パデュー大学                      |
| 328      | ロサンゼルス・ラムズ               | デビッド・ラング         | RB         | 北アリゾナ大学                    |
| 329      | ニューヨーク・ジャイアンツ         | マット・ストーバー       | K          | ルイジアナ工科大学                |

### 主な指名権のトレード
アトランタ・ファルコンズは全体1位指名権をインディアナポリス・コルツのクリス・ヒントン、アンドレ・ライゾン、1991年のドラフト1巡指名権などとトレードした。
ニューイングランド・ペイトリオッツは全体3位指名権、2巡指名権をシアトル・シーホークスの全体8位指名権、10位指名権、3巡指名権、4巡指名権とトレードした。
ワシントン・レッドスキンズは前年アトランタ・ファルコンズからジェラルド・リグスを獲得したため、全体20位指名権と前年の2巡指名権をトレードした。
ミネソタ・バイキングスはハーシェル・ウォーカーを獲得するため、この年、1991年、1992年のドラフト1巡指名権など多数の指名権とジェシー・ソロモン、デビッド・ハワード、アイザック・ホルトなどをトレードした。

### ドラフト外入団の主な選手
| チーム                       | 選手名                 | ポジション | 出身大学                         |
| ダラス・カウボーイズ         | ケン・ウィリス         | K          | ケンタッキー大学                 |
| インディアナポリス・コルツ   | トニー・シラグサ       | DT         | ピッツバーグ大学                 |
| カンザスシティ・チーフス     | ウィリー・デービス     | WR         | セントラルアーカンソー大学       |
| ミネソタ・バイキングス       | ジョン・ランドル       | DT         | テキサスA&I大学                  |
| ピッツバーグ・スティーラーズ | キンブル・アンダース   | FB         | ヒューストン大学                 |
| タンパベイ・バッカニアーズ   | スティーブ・クリスティ | K          | ウィリアム・アンド・メアリー大学 |